# Guo Zhongze
Guo Zhongze (chinesisch 郭 鍾澤 / 郭 钟泽, Pinyin Guō Zhōngzé; * 7. August 1996) ist ein chinesischer Sprinter, der sich auf den 400-Meter-Lauf spezialisiert hat.
Bei den Leichtathletik-Weltmeisterschaften 2015 in Peking schied er im Vorlauf aus.
Seine persönliche Bestzeit von 45,66 s stellte er am 28. Juni 2015 in Peking auf.